# Mike Sainristil
Mike Sainristil (Port-au-Prince, 3 ottobre 2000) è un giocatore di football americano haitiano che milita nel ruolo di cornerback per i Washington Commanders della National Football League (NFL).

## Carriera universitaria
Nel novembre 2018 Sainristil accettò di giocare nel college football per l’Università del Michigan. Già negli allenamenti primaverali del 2019 si mise in mostra. Gli allenatori della difesa volevano schierarlo come cornerback ma prevalsero quelli dell’attacco, che lo nominarono wide receiver.
Malgrado le impressioni positive primaverili, Sainristil giocò sporadicamente nella sua prima stagione, ricevendo 8 passaggi per 145 yard e un touchdown, segnato il 26 ottobre 2019 contro Notre Dame.
Con gli addii dei ricevitori Donovan Peoples-Jones, Tarik Black e Nico Collins, Sainristil trovò più spazio nell’attacco dei Wolverines nelle stagioni 2020 e 202.
Nel 2022, Sainristil fu spostato nel ruolo di cornerback. Chiuse la prima stagione in difesa con 58 tackle, di cui 6,5 con perdita di yard, 2 sack, 7 passaggi deviati e il suo primo intercetto su un passaggio di Max Duggan nel Fiesta Bowl.

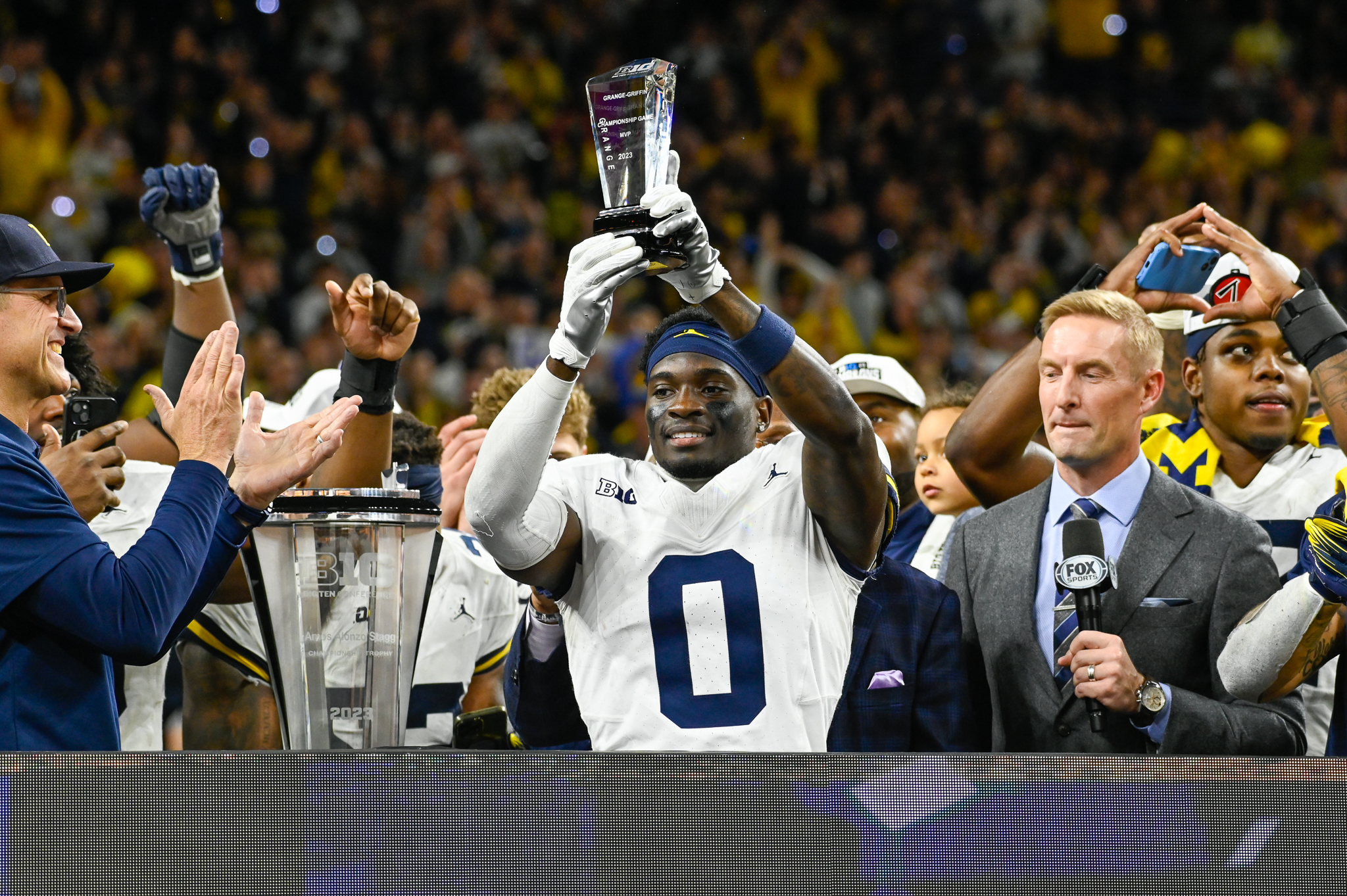
Sainristil con il premio di miglior giocatore della finale della Big 12 Conference del 2023

Nel 2023 Sainristil fu votato capitano per la seconda stagione consecutiva. A fine anno fu premiato come All-American da The Sporting News, ESPN e Fox, dopo avere fatto registrare 44 tackle, un sack, 6 intercetti (di cui 2 ritornati in touchdown) e 2 fumble forzati.
L'8 gennaio 2024 Sainristil mise a segno l’intercetto decisivo nella finale di campionato su Michael Penix Jr. di Washington, ritornando il pallone per 81 yard e dando a Michigan il primo titolo nazionale dal 1997.

## Carriera professionistica

### Washington Commanders
Sainristil fu scelto nel corso del secondo giro (50º assoluto) del Draft NFL 2024 dai Washington Commanders. Debuttò come professionista partendo come titolare nella gara del primo turno contro i Tampa Bay Buccaneers mettendo a segno 6 placcaggi. Nella gara dell'ultimo turno della stagione regolare contro i Dallas Cowboys mise a segno otto tackle e tre passaggi deviati, venendo premiato come rookie della settimana. La sua prima stagione si chiuse con 93 tackle, 2 intercetti e un fumble forzato disputando tutte le 17 partite, di cui 16 come titolare.

## Palmarès
- Rookie della settimana: 1

18ª del 2024